# Budismo da Ásia Oriental

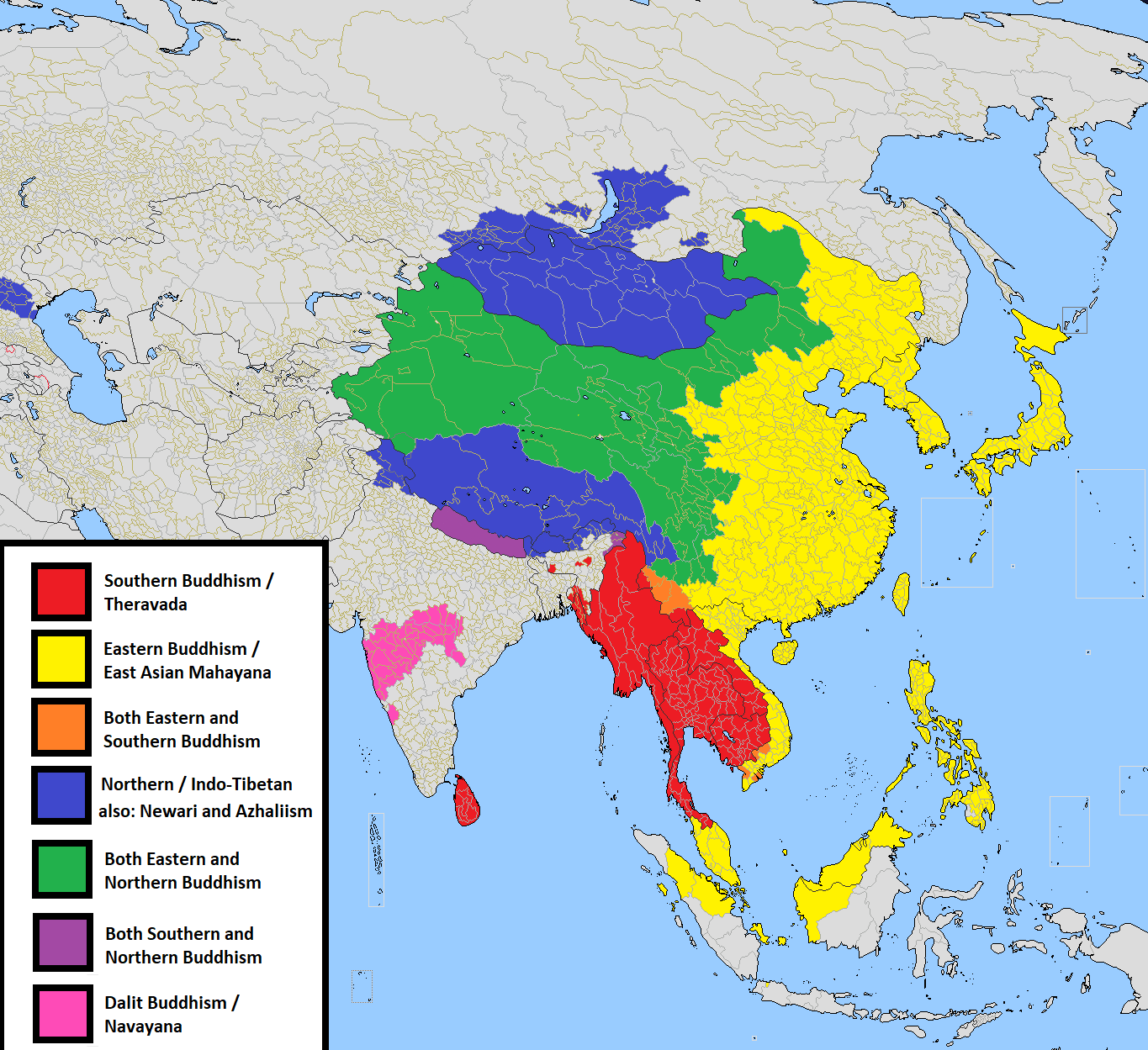
Mapa das principais seitas budistas modernas

Budismo da Ásia Oriental é um termo coletivo para as escolas do budismo mahayana que desenvolveram-se na Ásia Oriental e seguem o cânone budista chinês. Este grupo de escolas inclui o budismo chinês, o budismo japonês, o budismo coreano e o budismo vietnamita.
Embora uma minoria de budistas da Ásia Oriental identifica-se exclusivamente com a religião, é comum praticar-se ao mesmo tempo o taoísmo ou as religiões populares chinesas (no caso da etnia chinesa), o xintoísmo (no Japão), ou o xamanismo coreano (na Coreia). A maioria da culturas asiáticas orientais também tendem para o confucionismo, que geralmente não é considerado por seus adeptos como uma religião.
Certas religiões sincretistas surgidas na região pretender harmonizar o budismo com outras religiões, como é o caso do I-Kuan Tao (Taiwan), do Cao Dai (Vietnã), do Cheondogyo (Coreia) e do Oomoto (Japão). Na Tailândia, o budismo é fortemente influenciado por crenças hindus e tradições chinesas.